# Hedyotis
- Commons
- Wikispecies

Hedyotis L. é um género botânico pertencente à família Rubiaceae.

## Sinonímia
| - Anistelma Raf. - Dictyospora Hook.f. - Dimetia (Wight et Arn.) Meisn. - Diplophragma (Wight et Arn.) Meisn. - Dyctiospora Reinw. ex Korth. - Exallage Bremek. - Kadua Cham. et Schltdl. - Leptopetalum Hook. et Arn. - Macrandria Meisn. | - Metabolos Blume - Sclerococcus Bartl. - Scleromitrion Wight et Arn. - Stelmanis Raf. - Stelmotis Raf. - Symphyllarion Gagnep. - Wiegmannia Meyen - Wigmannia Walp. |

## Principais espécies
- Hedyotis abyssinica
- Hedyotis accedens
- Hedyotis acerosa
- Hedyotis acuminata
- Hedyotis acuminatissima
- Hedyotis acutangula
- Lista completa

## Classificação do gênero
| Sistema | Classificação                      | Referência               |
| ------- | ---------------------------------- | ------------------------ |
| Linné   | Classe Tetrandria, ordem Monogynia | Species plantarum (1753) |